# Европско аматерско првенство у боксу за жене 2009.
7. Европско аматерско првенство у боксу за жене 2009. одржано је од 15 до 20. септембра 2009. у Николајеву у Украјини.
Првенство је одржанио у организацији Европске боксерске конфедерације (ЕУБЦ), такмичења су се одржала у 11 тежинских категорија.
Учествовало је 113 такмичарки из 24 земље.

## Земље учеснице
| - Белорусија - Бугарска - Велс - Грчка - Данска - Енглеска - Ирска - Италија | - Литванија - Мађарска - Немачка - Норвешка - Пољска - Румунија - Русија - Словенија | - Турска - Украјина - Финска - Француска - Чешка - Швајцарска - Шведска - Шпанија - Румунија |

## Резултати

### Освајачи медаља
| Категорија      | Злато                        | Сребро                          | Бронза                                                    |
| Игла - 46 kg      | Светлана Гневанова · Русија  | Natalie Lungo-Vesenne · Шведска | Oksana Sztakun Украјина · Steluta Duta Румунија           |
| Папир - 48 kg     | Jenny Hardingz · Шведска     | Јелена Салијева · Русија        | Monika Csik Мађарска · Лидија Јон Румунија                |
| Мува - 51 kg      | Татјана Коб · Украјина       | Shirpa Nilsson · Шведска        | Virginie Nave Француска · Sumeyra Kaya-Yazici Турска      |
| Полубантам - 54 | Karolina Michalczuk · Пољска | Ivanna Krupenia · Украјина      | Viktoria Usachenko Русија · Helena Falk Шведска           |
| Леролака - 57   | Софија Очигава · Русија      | Јулија Циплакова · Украјина     | Marzia Davide Италија · Nagehan Gul Турска                |
| Лака - 60       | Кејти Тејлор · Ирска         | Meryem Aslan Zeybek · Турска    | Denitsa Eliseyeva Бугарска · Olexandra Sidorenko Украјина |
| Полувелтер - 64 | Gulsum Tatar · Турска        | Farida el-Hadrati · Француска   | Вера Слугина Русија · Yana Zavyalova Украјина             |
| Велтер - 69     | Lotte Lien · Норвешка        | Katarzyna Furmaniak · Пољска    | Gihade Lagmiri Француска · Татјана Ивашенко Украјина      |
| Полусредња - 75 | Ирина Синецкаја · Русија     | Liliya Durnyeva · Украјина      | Anita Ducza Мађарска · Улрике Брукнер Немачка             |
| Средња - 81     | Luminita Turcin · Румунија   | Selma Yagci · Турска            | Марија Ковач Мађарска · Десислава Лазарова Бугарска       |
| Тешка + 81      | Надежда Торполова · Русија   | Semsi Yarali · Турска           | Raluca Chis Румунија · Ина Савченко Украјина              |

### Биланс медаља
| Ранг | Држава      | Злато | Сребро | Бронза | Укупно |
| 1    | Русија      | 4     | 1      | 2      | 7      |
| 2    | Украјина    | 1     | 3      | 5      | 9      |
| 3    | Турска      | 1     | 3      | 2      | 6      |
| 4    | Шведска     | 1     | 2      | 1      | 4      |
| 5    | Пољска      | 1     | 1      | 0      | 2      |
| 6    | Румунија    | 1     | 0      | 3      | 4      |
| 7    | Ирска       | 1     | 0      | 0      | 1      |
| 7    | Норвешка    | 1     | 0      | 0      | 1      |
| 9    | Француска   | 0     | 1      | 2      | 3      |
| 10   | Мађарска    | 0     | 0      | 3      | 3      |
| 11   | Бугарска    | 0     | 0      | 2      | 2      |
| 12   | Немачка     | 0     | 0      | 1      | 1      |
| 12   | Италија     | 0     | 0      | 1      | 1      |
|      | Укупно {13} | 11    | 11     | 22     | 44     |